# 1779.
◄ | 17. stoljeće | 18. stoljeće | 19. stoljeće | ►
◄ | 1740-ih | 1750-ih | 1760-ih | 1770-ih | 1780-ih | 1790-ih | 1800-ih | ►
◄◄ | ◄ | 1776. | 1777. | 1778. | 1779. | 1780. | 1781. | 1782. | ► | ►►
Arhitektura • Astronomija • Biologija • Glazba • Kazalište • Kemija • Kiparstvo • Knjige • Književnost • Kršćanstvo • Medicina • Politika • Pravo • Promet • Slikarstvo • Šport • Znanost

## Događaji
- Dovršena Jozefinska cesta

## Rođenja
- 17. srpnja – Jožef Marko Dravec, slovenski katolički svećenik i pisac u Ugarskoj (* 1697.)
- 7. kolovoza – Carl Ritter, njemački geograf († 1859.)
- 20. kolovoza – Jöns Jakob Berzelius, švedski kemičar († 1848.)
- 8. rujna – Mustafa IV., turski sultan († 1808.)
- 10. studenoga – Anne-Marie Javouhey, francuska misionarka († 1851.)
- 12. prosinca – Madeleine Sophie Barat, francuska svetica († 1865.)

## Smrti
- 14. veljače – James Cook, engleski pomorac i istraživač (* 1728.)
- 22. prosinca – Štefan Küzmič slovenski pisac, prevoditelj, i pastor (* 1723.)

## Vanjske poveznice
|  | Zajednički poslužitelj ima još gradiva o temi 1779. |